# Гончар Іван Ярославович
Іван Ярославович Гончар (нар. 3 травня 1977, с. Вербка Монастириського району Тернопільської області) — український політичний діяч, депутат Хмельницької обласної ради 6 та 7 скликань від Всеукраїнського об'єднання «Свобода».

## Освіта
Закінчив Кам'янець-Подільський педагогічний університет (1999) за спеціальністю «Інформатика, математика».

## Трудова діяльність
Трудову діяльність розпочав у Гелетинській середній школі Хмельницького району, де пропрацював вчителем від 1999 до 2001 року. До 2009 року займався підприємницькою діяльністю. Від 2009 року — заступник голови обласної організації Всеукраїнського об'єднання «Свобода». З 2010 року — депутат Хмельницької обласної ради 6-го скликання.
26 лютого 2014 року обраний на посаду голови Хмельницької обласної ради 6-го скликання.